# Detector de infrarrojos

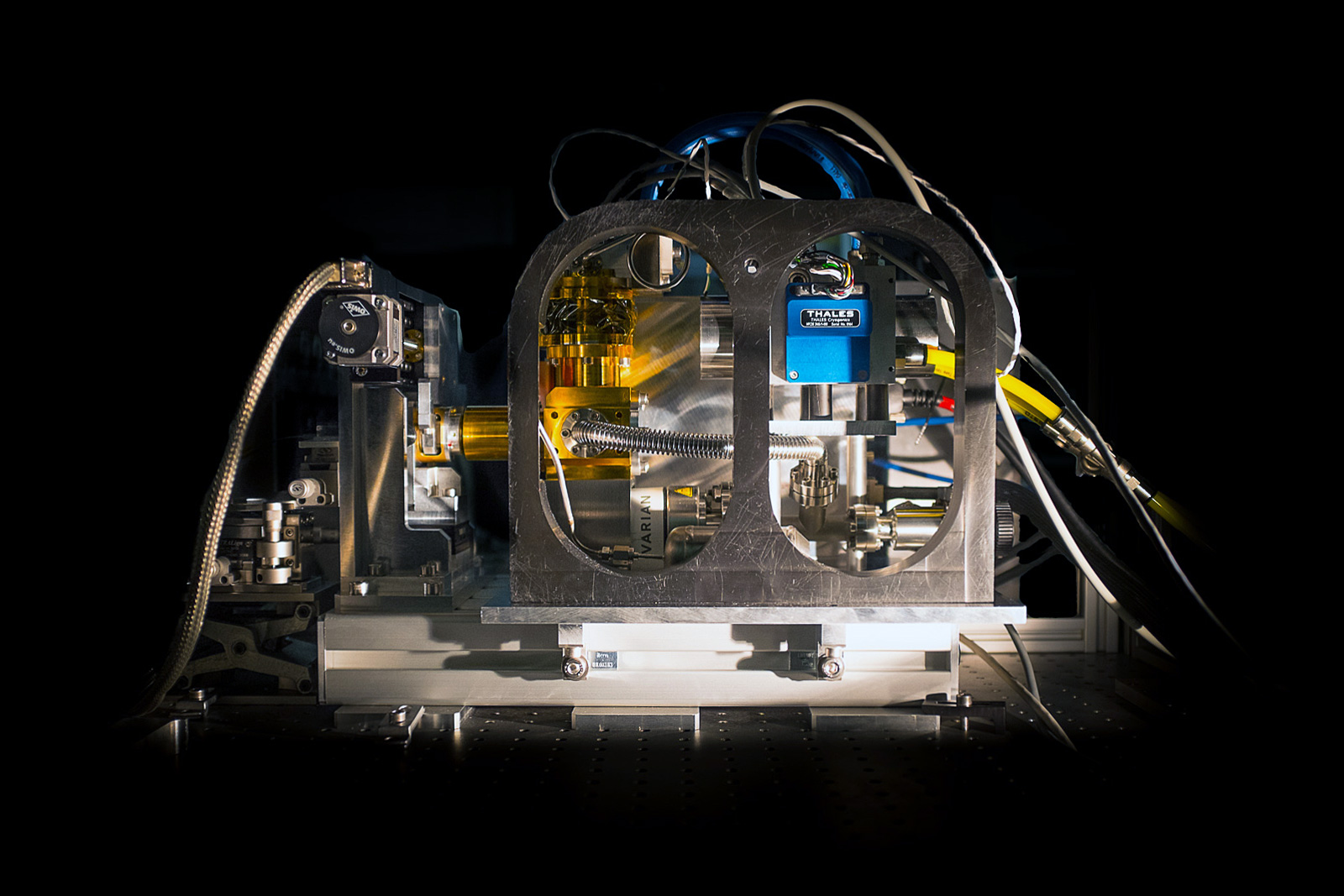
Prototipo de detector infrarrojo de alta velocidad instalado en el instrumento PIONIER en el Observatorio Paranal de ESO.

Un detector infrarrojo es un detector que reacciona a la radiación. infrarroja (IR). Los dos tipos principales de detectores son: térmicos y fotónicos (fotodetectores).
Los efectos térmicos de la radiación IR incidente pueden ser seguidos a través de muchos fenómenos dependientes de la temperatura. Los bolómetros y microbolómetros se basan en cambios en la resistencia. Los termopares y termopilas utilizan el efecto termoeléctrico. Las células de Golay siguen la expansión térmica. En los espectrómetros IR los detectores piroeléctricos son los más generalizados.
El tiempo de respuesta y la sensibilidad de los detectores fotónicos puede ser mucho mayor, pero por lo general estos tienen que ser enfriados para cortar el ruido térmico . Los materiales en estos son semiconductores con lagunas de banda estrecha. Incidente Los fotones IR pueden causar excitaciones electrónicas. En detectores fotoconductores , se controla la resistividad del elemento detector. Los detectores fotovoltaicos contienen una unión pn en la que la corriente fotoeléctrica aparece tras la iluminación.
Algunos materiales detectores de IR:
- Telururo de mercurio-cadmio (MCT)
- Antimoniuro de indio
- Arseniuro de indio
- Seleniuro de plomo
- QWIP
- QDIP.